# Гималайский крот
Гимала́йский крот, или восто́чный крот (лат. Euroscaptor micrurus), — вид насекомоядных млекопитающих из семейства кротовых.

## Распространение
Юго-Восточная Азия: Бутан, Вьетнам, Индия, Китай, Лаос, Малайзия, Непал, Таиланд.

## Описание
Небольшой рыже-коричневый крот, имеющий длину тела от 13 до 16 см (хвост до 10 см). Число зубов — 44: резцы 3/3, клыки 1/1, предкоренные 4/4, коренные 3/3. Передние лапы несут длинные изогнутые когти. Обитатели лесов. Питаются беспозвоночными.